# Mason Holgate
Mason Anthony Holgate (ur. 22 października 1996 w Doncasterze) – jamajsko-angielski piłkarz, występujący na pozycji obrońcy w angielskim klubie West Bromwich Albion, do którego jest wypożyczony z Evertonu oraz w reprezentacji Jamajki. Młodzieżowy reprezentant Anglii.